# Rationale divinorum officiorum
Rationale divinorum officiorum è un'opera di Guglielmo Durante del XIII secolo, probabilmente redatta attorno al 1280. Si situa nella tradizione dell'interpretazione allegorica della liturgia, inaugurata da Amalario. 
Qui Guglielmo esprime il suo talento di compilatore, una qualità altamente apprezzata dai suoi contemporanei. Il Rationale divenne, nell'ambito degli studi liturgici medievali, ciò che erano state le Sentenze di Pietro Lombardo per la teologia. 

## Struttura
L'opera (detta anche Rationale de divinis officiis) è composta di otto libri:
- Libro I - Le chiese e gli altri luoghi sacri, in cui il capitolo III costituisce un notevole trattato d'iconografia. Alla fine di questo libro si trovano due capitoli, relativamente brevi, consacrati uno alle unzioni, l'altro ai sacramenti della Chiesa (l'eucaristia beneficerà di un libro a parte, mentre il battesimo e la confermazione saranno trattati lungo il corso dell'anno liturgico, nell'occasione della veglia pasquale).
- Libro II - I ministri, gli ordini ecclesiastici e le loro funzioni. Dopo aver presentato gli ordini maggiori e minori, dal portinaio al vescovo, si delinea le funzioni di canto e salmodia.
- Libro III  - Gli abiti o ornamenti sacerdotali, pontificali e ministeriali in genere. Dopo il capitolo consacrato agli abiti e ornamenti, ove sono compresi la croce e l'anello del vescovo, come anche il pallio dei metropoliti, due capitoli trattano in sequenza dei colori liturgici e degli abiti sacerdotali della Legge mosaica.
- Libro IV - La messa e quanto accade durante la messa. L'analisi del rituale dell'eucaristia è suddivisa in quattro parti. La prima va dalla processione d'ingresso fino all'omelia, posta non dopo il Vangelo, ma dopo il Credo. La seconda si apre con l'offertorio e include il canone della messa, studiato a sua volta nelle sue undici parti. La terza parte va dal Padre Nostro allo scambio della pace. Infine, la quarta comincia con il capitolo su la comunione del sacerdote, e menziona di passaggio la possibilità della comunione dei chierici, dei religiosi e del popolo. Il capitolo sulla benedizione finale conclude il libro.
- Libro V - Gli uffici divini del giorno e della notte, in genere. Come indica il titolo, vi si tratta dell'ufficio divino in generale, ossia delle otto ore nelle quali si suddivide la recita quotidiana dell'ufficio. Le particolarità proprie dei diversi giorni liturgici saranno poi studiate lungo i libri settimo e ottavo.
- Libro VI - Gli uffici delle domeniche in particolare, quelli di alcune ferie e delle feste del Signore e i digiuni quaresimali. È il libro più lungo: tutto l'anno liturgico è studiato in dettaglio, dalla prima domenica di Avvento alla ventiseiesima dopo la Pentecoste.
- Libro VII - Le feste dei santi. Dopo un capitolo generico sul culto dei santi, l'autore tratta gli uffici delle quarantadue feste dei santi, o meglio delle feste del santorale in senso largo, includendovi le feste dei Signore che non fanno parte del ciclo di cui al libro precedente, come la Trasfigurazione o l'Invenzione e l'Esaltazione della santa Croce. Il libro si conclude trattando la festività di Tutti i Santi e la Dedicazione.
- Libro VIII - Computo dei giorni, calendario e tutto quanto vi si riferisce.

## Edizioni
- Guillelmus Durantis, Rationale divinorum officiorum Archiviato il 1º aprile 2015 in Internet Archive., Mainz 1459 - Consultabile on-line presso la Bayerische Staasbibliothek.
- Guillelmi Duranti Rationale divinorum officiorum, ediderunt A. Davril et T. M. Thibodeau, 3 voll., Typographi Brepols editores pontificii, Turnholti 1995-2000. È la migliore edizione critica attuale del testo medievale.
- Guillaume Durand de Mende, Manuale per comprendere il significato simbolico delle cattedrali e delle chiese, a cura di Rosanna Campagnari, Arkeios, Roma 1999. Riporta la traduzione in italiano dei primi cinque capitoli del libro primo.
- Guillelmi Duranti Rationale divinorum officiorum. Liber I et III, traduzione e cura Gian Franco Freguglia, con la collaborazione di Nicola Riva, Libreria Editrice Vaticana, Città del Vaticano 2001. Riporta testo originale e traduzione italiana del primo e del terzo libro.